# Championnat du Congo de football 1991
Navigation
Saison précédente Saison 2002
La saison 1991 du Championnat du Congo de football est la vingt-neuvième édition de la première division congolaise, la MTN Ligue 1. Les douze équipes sont regroupées au sein d'une poule unique, où chaque équipe affronte tous les adversaires de sa poule deux fois, à domicile et à l'extérieur. En fin de saison, les deux derniers du classement sont relégués tandis que le 12e doit disputer un barrage de promotion-relégation face au 3e de D2.
C’est le club des Diables noirs de Brazzaville qui remporte la compétition cette saison, après avoir terminé en tête du classement final, avec un seul point d'avance sur l'Étoile du Congo et quatre sur le tenant du titre, l'Inter Club. C’est le quatrième titre de champion du Congo de l’histoire du club, le premier depuis quinze ans.

## Qualifications continentales
Le champion du Congo se qualifie pour la Coupe des clubs champions africains 1992 tandis que le vainqueur de la Coupe du Congo obtient son billet pour la Coupe des Coupes 1992. Si un club réussit le doublé Coupe-championnat, c’est le finaliste de la Coupe qui participe à la Coupe des Coupes. Enfin, le vice-champion du Congo se qualifie pour la Coupe de la CAF 1992, s'il n'est pas déjà qualifié pour la Coupe des Coupes.

## Les clubs participants
| - Diables noirs de Brazzaville - Inter Club Brazzaville - Étoile du Congo - CARA Brazzaville - Kahounga FC - EPB Pointe-Noire - Kotoko Mfoa | - AS Mbako - Promu de D2 - Petrosport Pointe-Noire - AS Cheminots Pointe-Noire - Patronage Sainte-Anne - Elecsport Bouansa - AC Léopards - Promu de D2 - Sucosport Nkayi |

## Compétition

### Classement
Le barème utilisé pour établir le classement est le suivant :
- Victoire : 2 points
- Match nul : 1 point
- Défaite, forfait ou abandon : 0 point

| Rang | Équipe                       | Pts | J  | G | N | P | Bp | Bc | Diff |
| ---- | ---------------------------- | --- | -- | - | - | - | -- | -- | ---- |
| 1    | Diables noirs de Brazzaville | 38  | 26 |   |   |   |    |    |      |
| 2    | Étoile du Congo              | 37  | 26 |   |   |   |    |    |      |
| 3    | Inter ClubT                  | 34  | 26 |   |   |   |    |    |      |
| 4    | Patronage Sainte-Anne        | 31  | 26 |   |   |   |    |    |      |
| 5    | CARA Brazzaville             | 30  | 26 |   |   |   |    |    |      |
| 6    | Petrosport Pointe-Noire      | 27  | 26 |   |   |   |    |    |      |
| 7    | Sucosport Nkayi              | 24  | 26 |   |   |   |    |    |      |
| 8    | Elecsport BouansaC           | 24  | 26 |   |   |   |    |    |      |
| 9    | Kotoko Mfoa                  | 24  | 26 |   |   |   |    |    |      |
| 10   | AS Cheminots Pointe-Noire    | 23  | 26 |   |   |   |    |    |      |
| 11   | Kahounga FC                  | 23  | 26 |   |   |   |    |    |      |
| 12   | EPB Pointe-Noire             | 20  | 26 |   |   |   |    |    |      |
| 13   | AC LéopardsP                 | 17  | 26 |   |   |   |    |    |      |
| 14   | AS MbakoP                    | 12  | 26 |   |   |   |    |    |      |

|  | Qualification pour la Coupe des clubs champions africains 1992                        |
|  | Qualification pour la Coupe des Coupes 1992                                           |
|  | Qualification pour la Coupe de la CAF 1992                                            |
|  | Participation au barrage de promotion-relégation                                      |
|  | Relégation directe en deuxième division                                               |
|  | T : Tenant du titre C : Vainqueur de la Coupe du Congo P : Promu de deuxième division |

### Matchs

#### Barrage de promotion-relégation
| Équipe 1         | Résultat | Équipe 2         | Aller | Retour |
| ---------------- | -------- | ---------------- | ----- | ------ |
| EPB Pointe-Noire | 4 - 3    | Socobois Dolisie | 4 - 1 | 0 - 2  |

- EPB Pointe-Noire se maintient en première division.

## Bilan de la saison
| Championnat du Congo de football 1991    |                                         |
| Champion                                 | Diables noirs de Brazzaville (4e titre) |
| Coupes et trophées                       |                                         |
| Vainqueur de la Coupe du Congo 1991      | Diables noirs de Brazzaville            |
| Qualifications continentales             |                                         |
| Coupe des clubs champions africains 1992 | Diables noirs de Brazzaville            |
| Coupe des Coupes 1992                    | Elecsport Bouansa                       |
| Coupe de la CAF 1992                     | Étoile du Congo                         |
| Promotions et relégations                |                                         |
| Promus en MTN Ligue 1                    | AS Police Brazzaville                   |
| Promus en MTN Ligue 1                    | Nico-Nicoyé                             |
| Relégués en MTN Ligue 2                  | AC Léopards                             |
| Relégués en MTN Ligue 2                  | AS Mbako                                |